# 17 Monocerotis
17 Monocerotis, som är stjärnans Flamsteed-beteckning, är en ensam stjärna belägen i den norra delen av stjärnbilden Enhörningen. Den har en skenbar magnitud på ca 4,77 och är svagt synlig för blotta ögat där ljusföroreningar ej förekommer. Baserat på parallax enligt Gaia Data Release 2 på ca 6,6 mas, beräknas den befinna sig på ett avstånd på ca 490 ljusår (ca 151 parsek) från solen. Den rör sig bort från solen med en heliocentrisk radialhastighet av ca 46 km/s.

## Egenskaper
17 Monocerotis är en orange till gul jättestjärna av spektralklass K4 III, vilket betyder att den är en stjärna som har utvecklats bort från huvudserien efter att ha förbrukat förrådet av väte i dess kärna. Den har en radie som  är ca 25 solradier och utsänder ca 538 gånger mera energi än solen från dess fotosfär vid en effektiv temperatur av ca 4 300 K.